# Ridikot
Ridikot (en népalais : रिडिकोट) est un comité de développement villageois du Népal situé dans le district d'Achham. Au recensement de 2011, il comptait 1 539 habitants.